# سنور ذهبي إفريقي
السنور الذهبي الأفريقي (بالإنجليزية: African golden cat)‏، هو قط متوسط الحجم، ويمكن أن ينمو بطول 90 سم، ويصل وزنه إلى 18 كيلو جرام. وعلى الرغم من أن اسمها يوحي بأنها ذو معطف ذهبي اللون، إلا أن ألوانها متعددة الأشكال. لون معطفها (فرائها) الأساسي يعتمد على البيئة التي تعيش فيها. ويتراوح بين الذهبي - البني المحمر - والفضي الرمادي.
والبيئة الرئيسية لهذا القط هو حزام الغابات المطيرة الاستوائية التي تقع على خط استواء إفريقيا.